# Valinda
Valinda är en ort (CDP) i Los Angeles County, i delstaten Kalifornien, USA. Enligt United States Census Bureau har orten en folkmängd på 22 822 invånare (2010) och en landarea på 5,2 km².